# بيري سميث (لاعب كرة قدم أمريكية)
بيري سميث (بالإنجليزية: Perry Smith)‏ هو لاعب كرة قدم أمريكية أمريكي، ولد في 29 مارس 1951 في سبارتانبرغ في الولايات المتحدة.

## وصلات خارجية
- بيري سميث على موقع مرجع كرة القدم المحترفة.كوم (الإنجليزية)